# ニューサウスウェールズ州総督
ニューサウスウェールズ州総督 (Governor of New South Wales) は、オーストラリア連邦ニューサウスウェールズ州の総督。同州におけるオーストラリア国王の代理である。

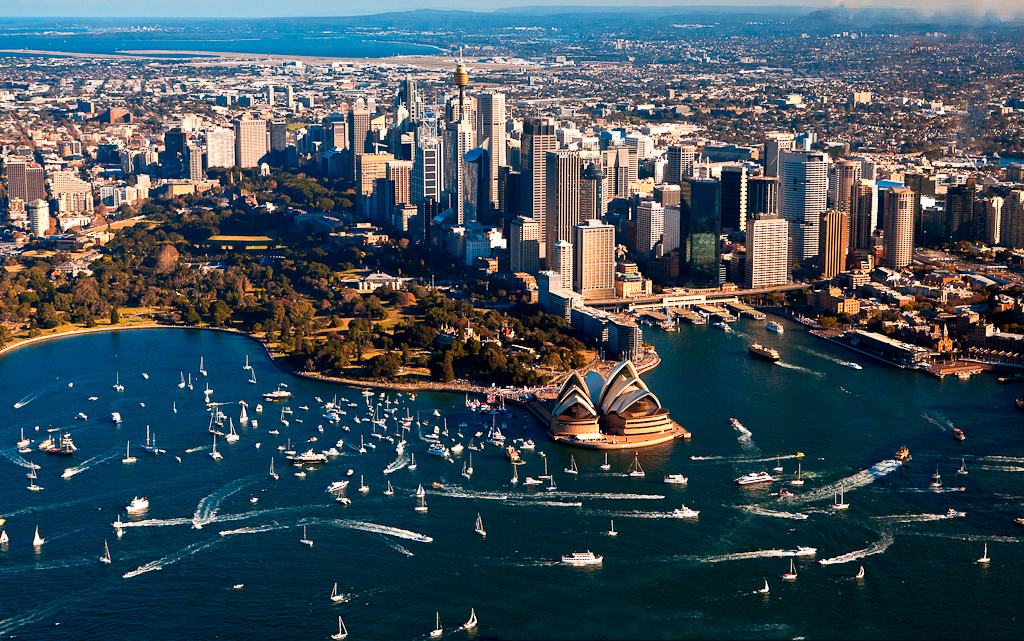
総督官邸はシドニーオペラハウス裏手の高台にある

## 一覧
1. アーサー・フィリップ （イギリス海軍、1788年 - 1792年）
2. ジョン・ハンター （イギリス海軍、 1795年 - 1800年）
3. フィリップ・キング （RN、1800年 - 1806年）
4. ウィリアム・ブライ （RN、1806年 - 1808年）
5. ウィリアム・パターソン （代理、1809年）
6. ラックラン・マッコーリー （1810年 - 1821年）
7. トーマス・ブリスベーン（1821年 - 1825年）
8. ラルフ・ダーリング （1825年 - 1831年）
9. リチャード・バーク （1831年 - 1837年）
10. サー・ジョージ・ギプス （1838年 - 1846年
11. チャールズ・オーガスタス・フィッツロイ （1846年 - 1855年）
12. ウィリアム・デニソン （1855年 - 1861年）
13. ジョン・ヤング （1861年 - 1867年）
14. サマーセット・ロウリー＝コリー （1868年 - 1872年）
15. ハークレス・ロビンソン （1872年 - 1879年）
16. オーガスタス・ロフタス （1879年 - 1885年）
17. ロバート・ウィン＝キャリントン （1885年 - 1890年）
18. ヴィクター・チャイルド＝ヴィリアーズ （1891年 - 1893年）
19. ロバート・ダフ （1893年 - 1895年）
20. ヘンリー・ロバート・ブランド （1895年 - 1899年）
21. ウィリアム・ライゴン （1899年 - 1901年）
22. ハリー・ローソン （1902年 - 1909年）
23. 第3代チェルムスフォード男爵フレデリック・セシジャー （1909年 - 1913年）
24. ガーランド・ストリックランド （1913年 - 1917年）
25. ウォルター・デイヴィッドソン （1918年 - 1923年）
26. ダドリー・ド・チェア （1924年 - 1930年）
27. フィリップ・ゲイム （1930年 - 1935年）
28. アレクサンダー・ホア＝リヴァン （1935年 - 1936年）
29. デイヴィッド・アンダーソン （1936年）
30. ジョン・ローダー （1937年 - 1946年）
31. ジョン・ノースコット （1946年 - 1957年）
32. エリック・ウッドワード （1957年 - 1965年）
33. ローデン・カトラー （1966年 - 1981年）
34. ジェイムズ・ローランド （1981年 - 1989年）
35. デイヴィッド・マーティン （1989年 - 1990年）
36. ピーター・シンクリア （1990年 - 1996年）
37. ゴードン・サミュエルズ （1996年 - 2001年）
38. マリー・ベイサー （2001年 - 2014年）
39. デイヴィッド・ハーリー  (2014年 - 2019年)
40. マーガレット・ビーズリー（英語版）  (2019年-現職)